# Ghiacciaio Hinkley
Il ghiacciaio Hinkley (in inglese: Hinkley Glacier) è un ghiacciaio vallivo situato sulla costa di Zumberge, nella parte occidentale della Terra di Ellsworth, in Antartide. In particolare, il ghiacciaio, il cui punto più alto si trova a circa 3.150 m s.l.m., si trova sul versante orientale della catena principale della dorsale Sentinella, nelle Montagne di Ellsworth. Qui, a partire dal fianco orientale del massiccio Vinson, in particolare dal picco Corbet e dal picco Schoening, il ghiacciaio fluisce verso nord-est scorrendo tra il monte Segers, a ovest, e il picco Vanand, a est, fino ad unire il proprio flusso a quello del ghiacciaio Dater, a sud-est del picco Nebeska e a nord-ovest del picco Sipey.

## Storia
Il ghiacciaio Hinkley è stato così battezzato nel 2006 dal Comitato consultivo dei nomi antartici in onore di Todd K. Hinkley, direttore tecnico del National Ice Core Laboratory, facente parte dello United States Geological Survey, dal 2001 al 2006.